# Brains-sur-Gée
Brains-sur-Gée là một xã thuộc tỉnh Sarthe trong vùng Pays-de-la-Loire tây bắc nước Pháp. Xã này nằm ở khu vực có độ cao từ 57-128 mét trên mực nước biển.